# HD 204754
HD 204754，又名BD+54 2544，SAO 33458、HR 8226，是一颗恒星，视星等为6.12，位于銀經96.86，銀緯3.16，其B1900.0坐标为赤經21h 25m 44s，赤緯+54° 3.16′ 50″。